# (21476) Petrie
(21476) Petrie ist ein Asteroid des inneren Hauptgürtels, der am 28. April 1998 vom australischen Amateurastronomen John Broughton am Reedy-Creek-Observatorium (IAU-Code 428) entdeckt wurde. Das Observatorium befindet sich im Ortsteil Reedy Creek der Stadt Gold Coast in Queensland. Sichtungen des Asteroiden hatte es vorher schon am 26. Oktober 1976 unter der vorläufigen Bezeichnung 1976 UJ3 am Krim-Observatorium in Nautschnyj und am 3. Dezember 1986 (1986 XS2) am französischen Observatoire de Calern gegeben.
Der mittlere Durchmesser des Asteroiden wurde mit 3,851 km (±0,077) berechnet. Seine Albedo von 0,360 (±0,077) entspricht derjenigen der Erde, was für einen Asteroiden eher hell ist.
Mittlere Sonnenentfernung (große Halbachse), Exzentrizität und Neigung der Bahnebene des Asteroiden ähneln grob den Bahndaten der Mitglieder der Flora-Familie, einer großen Gruppe von Asteroiden, die nach (8) Flora benannt ist. Asteroiden dieser Familie bewegen sich in einer Bahnresonanz von 4:9 mit dem Planeten Mars um die Sonne. Die Gruppe wird auch Ariadne-Familie genannt, nach dem Asteroiden (43) Ariadne.
(21476) Petrie wurde am 7. April 2005 nach dem Ägyptologen Flinders Petrie (1853–1942) benannt. Der Mondkrater Petrie hingegen war 1970 nach dem kanadischen Astronomen Robert Methven Petrie (1906–1966) benannt worden.